# Rajiv Shah

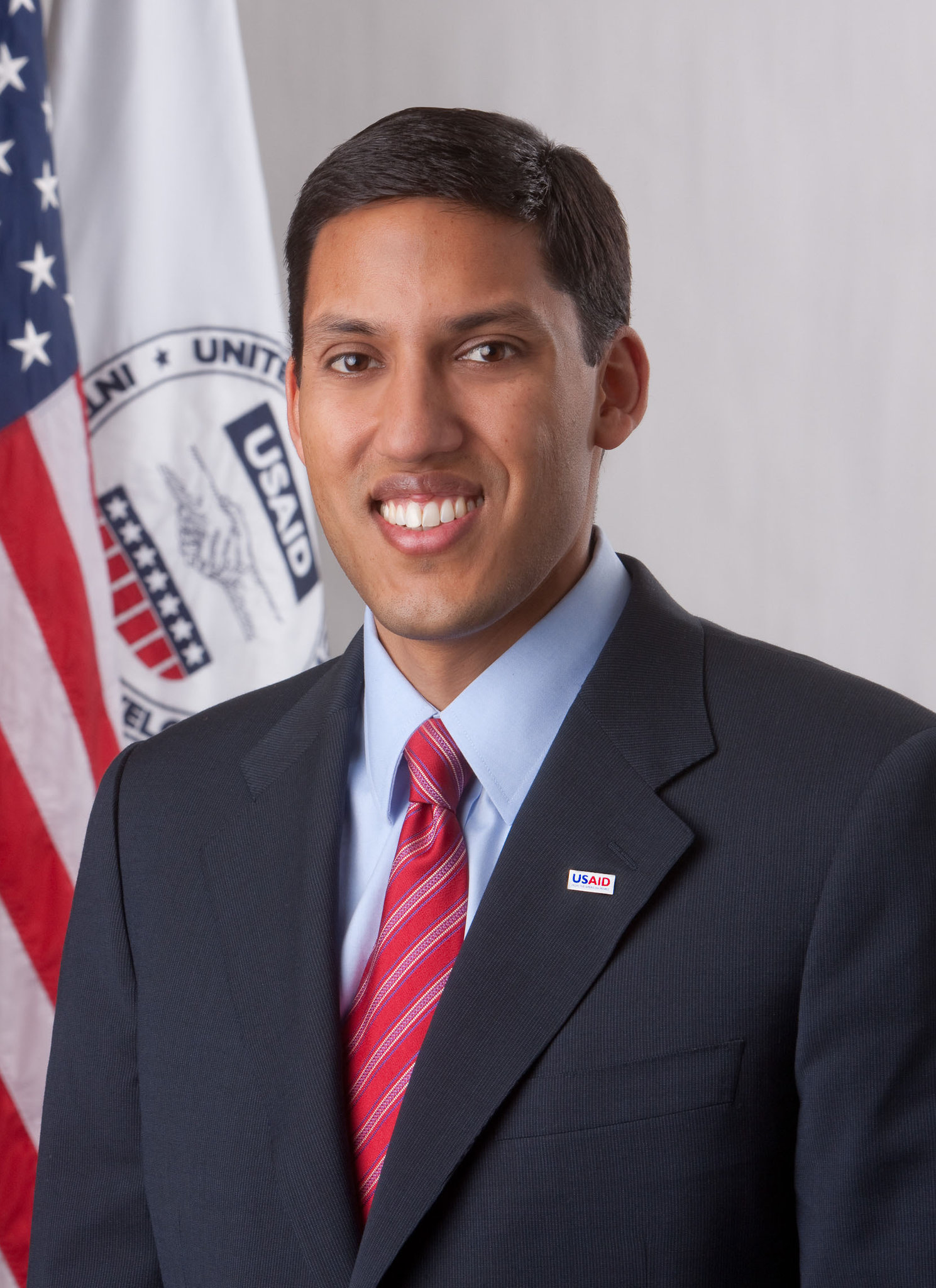
Rajiv Shah (2012)

Rajiv J. Shah (* 9. März 1973 in Ann Arbor, Michigan) ist ein US-amerikanischer Mediziner und Beamter. Er war zwischen 2010 und 2015 Leiter der US-Behörde für internationale Entwicklung USAID. Er ist (Stand 2021) Präsident der Rockefeller-Stiftung.

## Leben
Shah wurde als Sohn indischer Einwanderer im US-Staat Michigan geboren und wuchs in Detroit auf. Er studierte Medizin und Volkswirtschaft an der University of Pennsylvania in Philadelphia und auch in London an der London School of Economics. Mehrere Jahre war er anschließend für die Bill-und-Melinda-Gates-Stiftung tätig, unter anderem leitete er dort ein Impfprogramm und auch die Abteilung für landwirtschaftliche Forschung. Im Jahr 2009 wurde er zunächst Unterstaatssekretär im US-Landwirtschaftsministerium und im Januar 2010 dann als offizieller Nachfolger von Henrietta H. Fore zum Leiter der staatlichen US-Hilfsorganisation USAID ernannt, die über einen Jahresetat von 22 Milliarden Dollar und rund 3900 Mitarbeiter verfügt.
2021 wurde Shah in die American Academy of Arts and Sciences gewählt.